# アーサー・ギネス

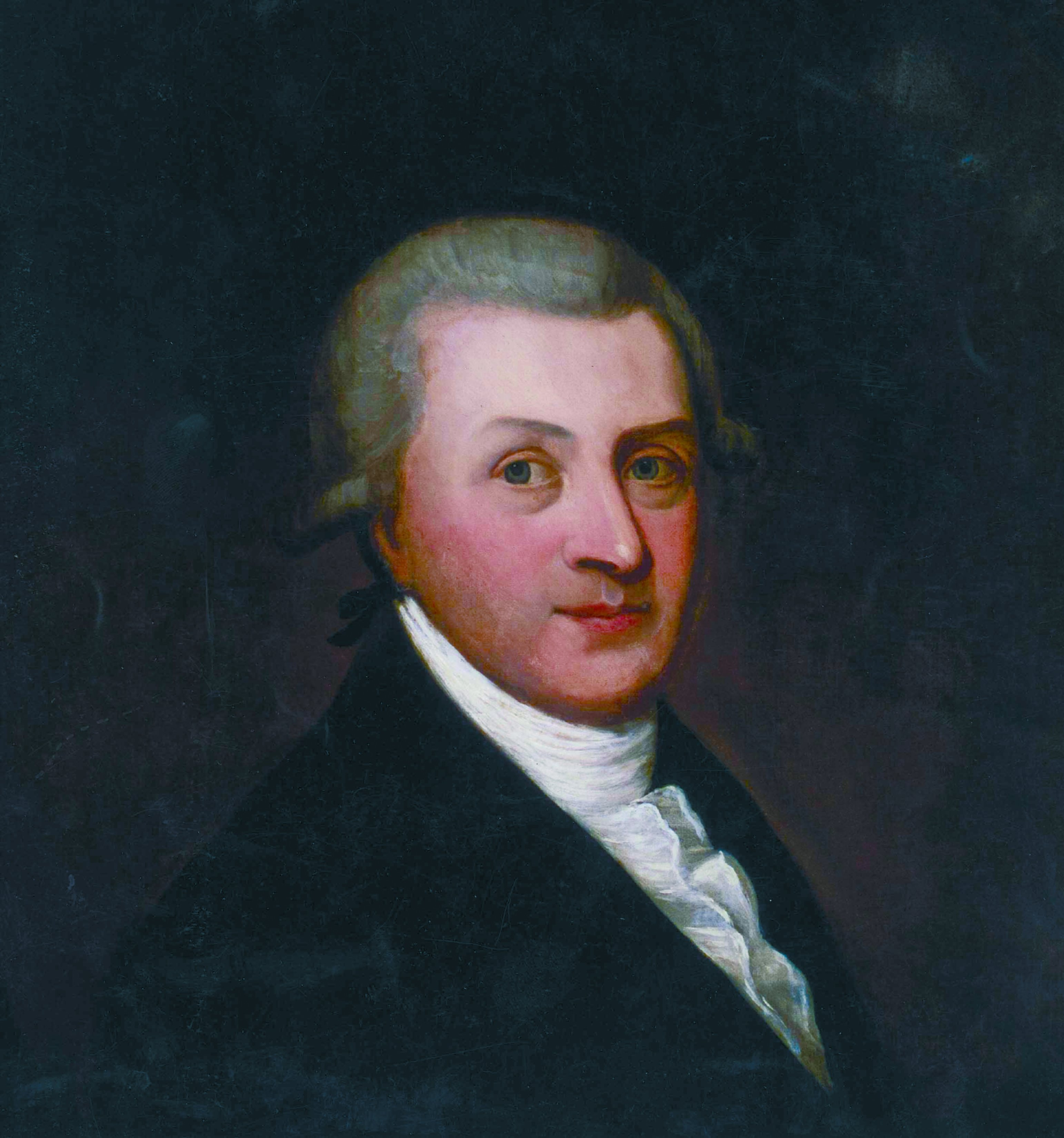
アーサー・ギネスの肖像画

アーサー・ギネス（英語: Arthur Guinness、1725年9月28日 - 1803年1月23日）は、アイルランドの実業家、慈善家。
ビール醸造会社ギネスの創設者でアングロ・アイリッシュの財閥ギネス家の祖として知られる。

## 経歴

### 生い立ち
1725年3月12日にアイルランド・セルブリッジにあるアイルランド国教会聖職者アーサー・プライス(後のカシェル大主教)が所有する屋敷オークリー・パーク (Oakley Park) で生まれた。父はプライス家の財産管理人として働いていたリチャード・ギネス。母はその妻エリザベス（旧姓リード）。父の主人アーサー・プライスが代父となり、彼の名前アーサーを与えられた。
10代後半の頃からアーサーも秘書兼文書複写係のような役割でプライスに仕えるようになった。父リチャードはプライスの屋敷で黒ビール醸造に携わっていたとみられ、その技術を息子アーサーにも伝授したと思われる。
ギネス父子は1752年にプライスが死去するまで仕えた。プライスは死去に際してギネス父子の忠勤に感謝して2人にそれぞれに100ポンドという大金を遺贈している。
1742年にアーサーの母と死別していた父リチャードはプライス死去から間もなくエリザベス・クレアと再婚した。彼女はセルブリッジで白鹿亭(White Hart Inn)を経営しており、父もその経営者となった。アーサーもこの宿で働き、ここでビール醸造技術を磨いた。1755年にはリーシュリップに小さな醸造所を購入したが、この事業は5年後に弟に譲っている。

### ギネス創業後

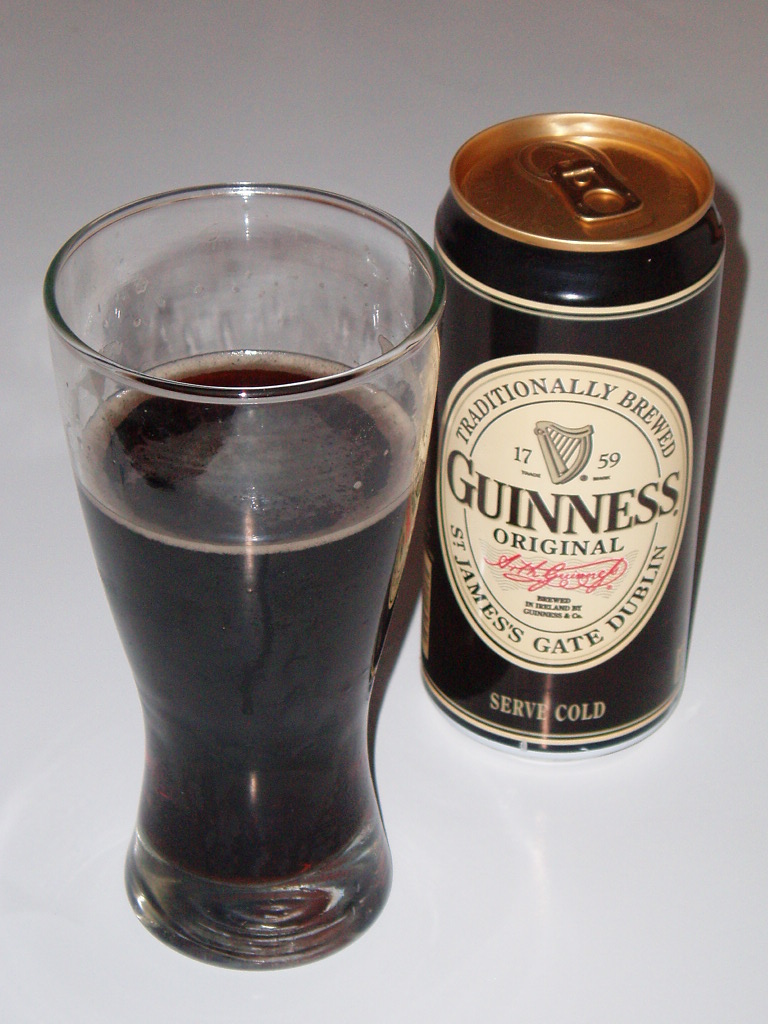
アーサー・ギネスの署名がデザインされたギネスビールの缶

1759年にダブリンに進出し、運河計画に目を付けてセント・ジェイムズ・ゲートの休業状態の醸造所を9000年契約で借りた（期間が膨大なのでしばしば話題になるが、おそらく将来的に買い取るつもりだったのだと思われる。実際ギネスは後世にこの土地を買い取っている）。これが世界最大規模の醸造所となるギネスの創業だった。
1761年にはオリヴィア・ホイットモアと結婚した。彼女は郷紳の娘であり、この結婚によってアーサーはダブリン上流社会にコネを得た。
当時イギリスによるアイルランド支配のもと、アイルランド醸造業者はイングランド醸造業者より不利な立場に置かれていた。ポーターでは価格設定権を握るイングランド醸造業者に勝てないと踏んだギネスは創業当初ポーターではなく、アイリッシュ・エールのみを醸造した。このエール生産事業は軌道に乗り、ギネス開業から7年後に彼はダブリン・ビール醸造協会主事になっている。
政治への影響力も高まってくるとイングランドのポーター優遇税制とアイルランドのエールへの不公正税制を撤廃することをアイルランド議会に働きかけた。そして1782年の憲法でアイルランドが立法的な自由を大幅に獲得すると彼をはじめアイルランド醸造業者もその恩恵に浴することとなった。
エールだけ製造していてもダブリン市場でしか売れないので限界があると判断したアーサーは、1785年からポーター醸造とイギリスへの輸出を開始した。1799年にはエール製造を止め、以降ポーター製造に集中した。
貧困層のための慈善事業も行い、日曜学校や病院の増築に貢献した。
やがてイギリス政府の方針が転換され、1801年にはアイルランドがイギリスに併合される事態となり（連合王国成立）、再びイギリスによるアイルランド支配が強まったが、ギネスの成長はもはや止まらなかった。
1803年1月23日に死去した。事業は次男のアーサー・ギネス2世が継承した。

## 家族
1761年5月29日にウィリアム・ホイットモアの娘オリヴィア・ホイットモア(Olivia Whitmore, 1742頃-1814)と結婚。彼女は21人も出産したが、うち11人は流産した。無事に育ったのは以下の10子だった。
- 第1子(長女)エリザベス・ギネス (Elizabeth Guinness, 1763-1847) 建設業者フレデリック・ダーリーと結婚[18]
- 第2子(長男)ホセア・ギネス (Hosea Guinness, 1765-1841) アイルランド国教会牧師[19]
- 第3子(次男)アーサー・ギネス (Arthur Guinness, 1768-1855) 事業を継承[16]。
- 第4子(三男)エドワード・ギネス (Edward Guinness, 1772-1833) 製鉄業を始めるが破産してマン島へ逃亡[20]
- 第5子(次女)オリヴィア・ギネス (Olivia Guinness, 1775-不明)
- 第6子(四男)ベンジャミン・ギネス (Benjamin Guinness, 1777-1836) ギネスで兄アーサーを補佐[21]
- 第7子(五男)ウィリアム・ルネル・ギネス (William Lunell Guinness, 1779-1842) ギネスで兄アーサーを補佐[21]
- 第8子(三女)ルイーザ・ギネス (Louisa Guinness, 1781-1809) 聖職者ウィリアム・ホーアと結婚
- 第9子(六男)ジョン・グラットン・ギネス John Grattan Guinness, 1783-1850) 東インド会社に勤務
- 第10子(四女)メアリー・アン・ギネス (Mary Anne Guinness, 1787-不明) 聖職者ジョン・バークと結婚